# Yitzchok Zev Soloveitchik
Pour les articles homonymes, voir Soloveitchik.
Yitzchok Zev Halevi Soloveitchik connu comme Velvel Soloveitchik (19 octobre 1886, Valojyn, Biélorussie-11 octobre 1959, Jérusalem, Israël) est un rabbin haredi, Rosh yeshiva de la Yechiva de Brisk à Jérusalem, originaire de Biélorussie.

## Éléments biographiques
Yitzchok Zev Soloveitchik est né le 19 octobre 1886 à Valojyn en Biélorussie,. Il est le fils du rabbin Chaim Soloveitchik et de Lifsha Shapira.

### Famille
Yitzchok Zev Soloveichik épouse Alte Hendl Auerbach, née en 1894 à Jérusalem et morte circa 1941, victime de la Shoah. 	
Ils ont 13 enfants : 8 fils : Berel (Yosef Dov) Soloveichik (né en 1915 en Pologne et mort le 6 février 1981 à Jérusalem en Israël), Chaim Soloveichik (né en janvier 1920 et mort en 2002),  Meshoulam David Soloveitchik, Refoel (Boruch Refoel) Soloveichik (né le 7 avril 1924 et mort le 16 septembre 1996 à Jérusalem en Israël), Yehoshua Soloveichik, Meir Soloveichik (né en 1929 à Brest, Biélorussie et mort le 3 avril 2016 à Jérusalem en Israël), Naftali Tzvi Yehudah Leib Soloveichik (mort le 15 octobre 1942 dans le Ghetto de Brest, Biélorussie), Shmuel Yaakov Soloveichik, et 5 filles : Freidel Soloveichik (née en 1913 à Brest, Biélorussie et morte en octobre 1919 à Brest, Biélorussie), Lifsha Feinstein (née le 30 mai 1918 à Varsovie en Pologne et morte le 26 octobre 2008 à Jérusalem en Israël), Gitel Sara Rascha (née en 1926  à Brest, Biélorussie et morte le 15 octobre 1942 dans le Ghetto de Brest, Biélorussie), Feige Tzirel Soloveichik (1931-1932), Rivka Schiff.